# Vlag van Dalmatië

Vlag van Dalmatië (ratio 2:3)

De vlag van Dalmatië is een rechthoekig doek dat horizontaal in twee gelijke delen is verdeeld. Het bovenste deel is blauw en het onderste deel is geel. Net als de Kroatische vlag is deze al bekend sinds de tijd van Oostenrijk-Hongarije. Het wapen van Dalmatië - een blauw schild met drie gekroonde leeuwenkoppen in volle kop - is nooit op de vlag gebruikt. Na 1918 bestond Dalmatië als één bestuurlijke regio niet meer en daarom werden er geen vlaggen gebruikt. De moderne provincies van Kroatië erfden de blauwe en gele kleuren en geen van hen heeft het recht om het volledige historische wapen en de vlag van Dalmatië "op te eisen". Aan de andere kant is het wapen opgenomen in zowel het Kroatische wapen als de vlag.
De vlag is identiek aan de moderne vlag van Oekraïne, hoewel er geen verband is tussen beide.
Rijksstad Aken · Anhalt · Baden · Bataafse Republiek · Koninkrijk der Beide Siciliën · Koninkrijk Beieren · Groothertogdom Berg · Hertogdom Bourgondië · Brunswijk · Cornwall · Koninkrijk Dalmatië · Vrije Stad Danzig · Duitse Democratische Republiek · Duitse Rijk · Deutschösterreich · Engelse Gemenebest · Koninkrijk Etrurië · Vrijstaat Fiume · Republiek Gumuljina · Koninkrijk Hannover · Hanze · Heilige Roomse Rijk · Herceg-Bosna · Hessen-Darmstadt · Hessen-Kassel · Hessen-Homburg · Volksstaat Hessen · Idel-Oeral Staat · Joegoslavië · Kerkelijke Staat · Koeban · Koerland · Republiek Krakau · Lucca · Prinsbisdom Luik · Luikse Republiek · Mecklenburg-Schwerin · Mecklenburg-Strelitz · Memelland · Midden-Litouwen · Nazi-Duitsland · Neutraal Moresnet · Occitanië · Oldenburg · Oost-Roemelië · Oostenrijk-Hongarije · Ottomaanse Rijk · Parthenopeïsche Republiek · Pommeren · Pruisen · Republiek Ragusa · Reuss jongere linie · Reuss oudere linie · Volksstaat Reuss · Rijnprovincie · Protectoraat Saarland · Saksen · Saksen-Altenburg · Saksen-Coburg en Gotha · Saksen-Hildburghausen · Saksen-Meiningen · Savoie · Servië en Montenegro · Sovjet-Unie · Transkaukasische Socialistische Federatieve Sovjetrepubliek · Tsjecho-Slowakije · Unie van Kalmar · Republiek Venetië · Waldeck-Pyrmont · Westfalen · Weimarrepubliek · Württemberg ·  Republiek der Zeven Verenigde Nederlanden (1572-1795) · Republiek der Zeven Verenigde Nederlanden (1650-1795)